# Synagoge (Hochfelden)

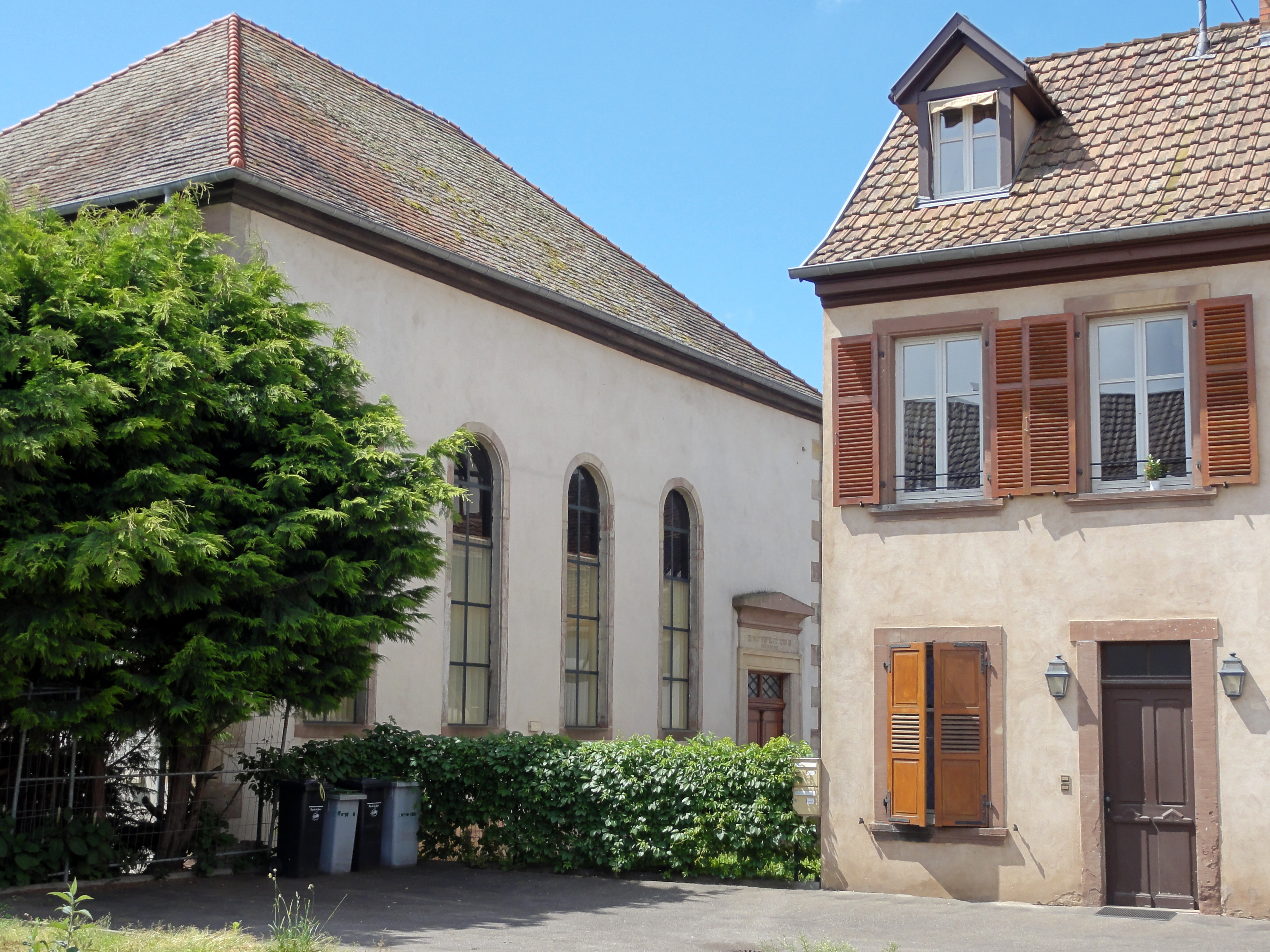
Ehemalige Synagoge in Hochfelden (links), 2014

Die Synagoge von Hochfelden ist ein ehemaliges Gotteshaus in der französischen Gemeinde Hochfelden im Département Bas-Rhin in der Region Grand Est. Sie wurde 1841 errichtet. Die Synagoge mit der Adresse Place du Général-Koenig Nr. 10/12 ist seit 1996 als Baudenkmal (Monument historique) geschützt.

## Geschichte
Die erste Synagoge in Hochfelden wurde bereits im 17. Jahrhundert erbaut, sie wurde 1841 durch einen Neubau nach Plänen von Louis Furst ersetzt. Über dem Portal ist in Hebräisch folgende Inschrift angebracht: „Dies ist das Tor zum Ewigen, Gerechte ziehen durch es hinein“ (Psalm 118,29).

## Heutige Nutzung
Seit 2002 ist in der ehemaligen Synagoge ein Heimatmuseum eingerichtet, in dem auch Teile der früheren Synagoge zu sehen sind, wie der Toraschrein und das Vorlesepult. Im Untergeschoss des benachbarten ehemaligen jüdischen Schulhauses kann die Mikwe besichtigt werden.